# بوبي كامبل
كان روبرت جورج «بوبي» كامبل ((بالإنجليزية: Robert J Campbell)‏؛ مواليد 23 أبريل 1937 – 6 نوفمبر 2015)، لاعب كرة قدم إنجليزي سابق ومدرب كرة قدم سابق.
و قد بدأ مسيرته الكروية مع نادي ليفربول في عام 1958، ولعب معهم حتى عام 1961، وشارك معهم في 24 مباراة وسجل هدفين، وفي عام 1961 انتقل إلى نادي بورتسموث، ولعب معهم حتى عام 1966، وشارك معهم في 64 مباراة وسجل هدفين، وفي موسم 1966–67 انتقل إلى نادي ألدرشوت، ولعب معهم 5 مباريات، وبعدها اعتزل كرة القدم بسبب الإصابة.
و في عام 1976 درب نادي فولهام، ودربهم حتى عام 1980، وقد طرد من تدريب الفريق بعد بداية سيئة في بداية موسم 1980–81، وفي عام 1982 انتقل إلى تدريب نادي بورتسموث، ودربهم حتى عام 1984، حيث قادهم إلى لقب دوري الدرجة الثالثة في موسم 1982–83، وفي موسم 1985–86 درب نادي القادسية الكويتي وقد حل الفريق في المركز الثاني في الدوري الكويتي والمركز الثالث في كأس الأمير، وفي نهاية موسم 1987–88 تم تعيينه مساعد لمدرب نادي تشيلسي جون هولنز، وبعدها بشهر تم الاستغناء عن خدمات جون هولنز، وتم تعيينه مدرباً للفريق، وقد هبطوا إلى الدرجة الثانية، ولكن في الموسم الذي تلاه عاد إلى الدرجة الأولى بعد أن جمع 99 نقطة، وحصل على المركز الخامس في الدوري الممتاز وهو المركز الأعلى لهم منذ عام 1970، وبعدها بموسم استقال من تدريب نادي تشيلسي حيث حصلوا على المركز الحادي عشر.

## روابط خارجية
- بوبي كامبل على موقع قاعدة بيانات كرة القدم.إي يو (الإنجليزية)
- بوبي كامبل على موقع Soccerbase.com (مدرب) (الإنجليزية)
- بوبي كامبل على موقع عالم كرة القدم.نت (الإنجليزية)